# Protohermes concolorus
Protohermes concolorus är en insektsart som beskrevs av C.-k. Yang och Ding Yang 1988. Protohermes concolorus ingår i släktet Protohermes och familjen Corydalidae. Inga underarter finns listade i Catalogue of Life.